# Siewiero-Kurilsk
Siewiero-Kurilsk (ros. Се́веро-Кури́льск, jap. Ōtonai) – miasto leżące w obwodzie sachalińskim w Rosji. Ludność miasta wynosi 2592 osób (2002).
Miasto położone jest w północnej części wysp kurylskich, na wyspie Paramuszyr. Po traktacie z Sankt Petersburga w 1875 roku do 1945 miasto należało do Japonii. Po 1875 roku w miejscu w którym znajdowała się największa wieś Ajnów na wyspie, Japończycy założyli nową osadę Kashiwabara, która stała się głównym portem wyspy. W dniu 16 sierpnia 1945 roku wyspę zaatakowały oddziały radzieckie, które zajęły także miasto, z którego następnie wysiedlono japońskich mieszkańców. Miasto zostało poważnie zniszczone w 1952 roku przez tsunami.

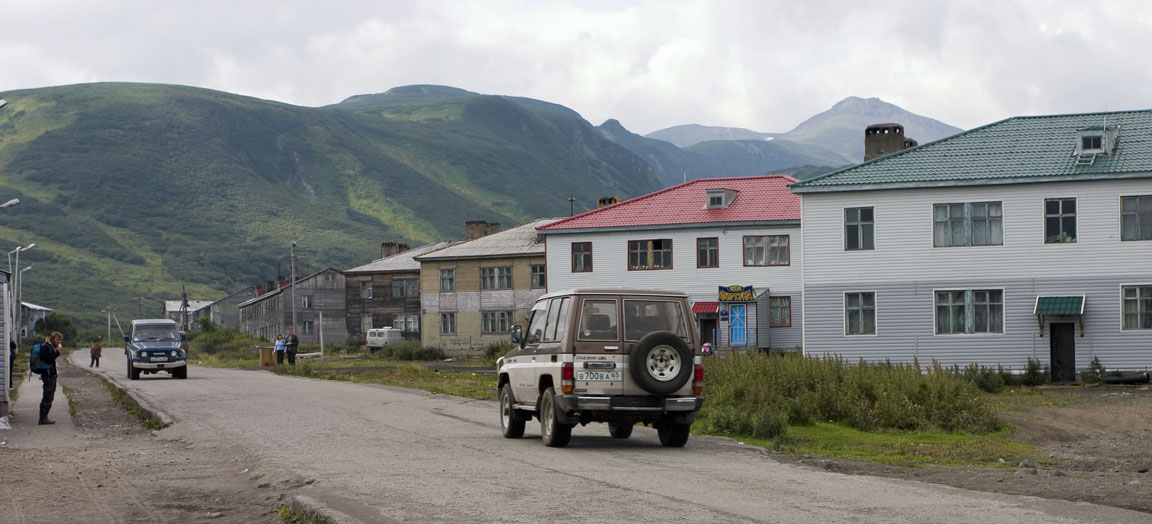
Główna ulica w Siewiero-Kurilsku

## Miasta partnerskie
- Nemuro